# 扎拉里
扎拉里（羅馬化：Zalari）是俄罗斯伊尔库茨克州的工人村（市级镇）、扎拉里区行政中心，位于叶尼塞河流域内安加拉河支流扎拉里河畔，位于伊尔库茨克州西南部，在州府伊尔库茨克西北方。
该地2021年人口有9,648人；2010年人口9,600；2002年人口10,041；1989年人口10,693。